# Johannes von Valkenburg

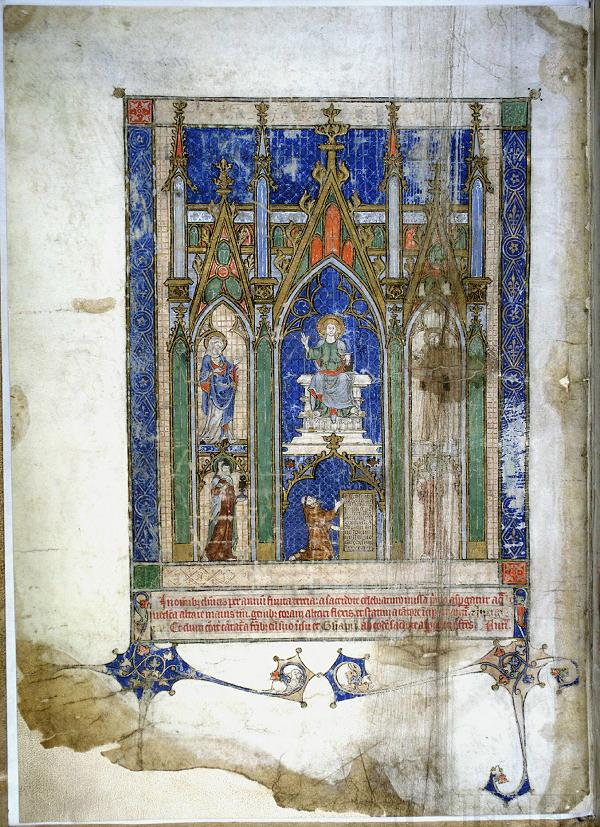
Das Valkenburg-Graduale in Köln: Dedikationsbild

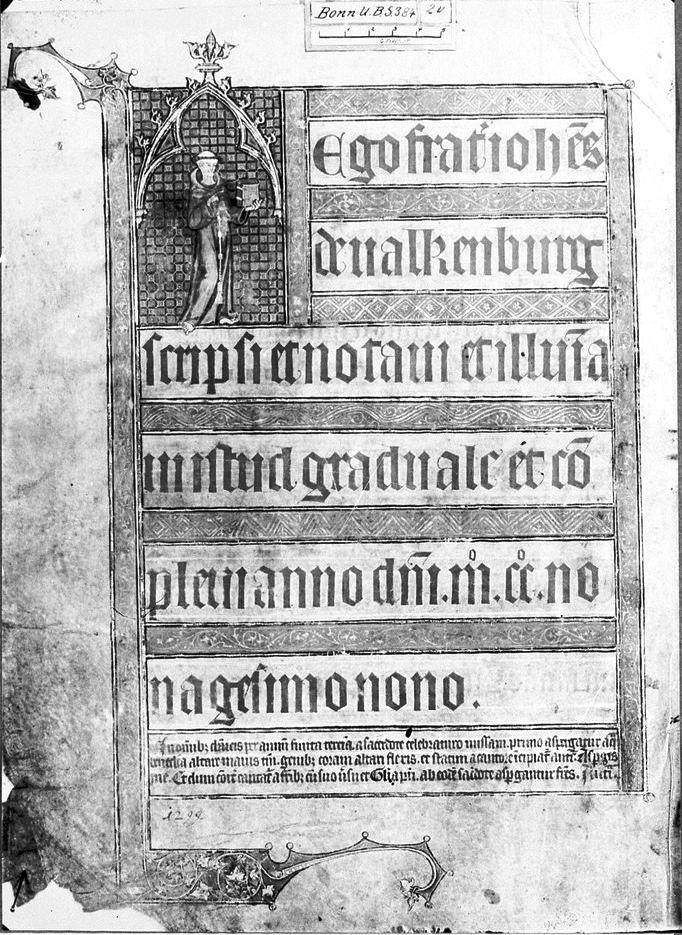
Das Valkenburg-Graduale in Bonn: Dedikationsbild

Johannes von Valkenburg war ein Franziskaner-Minorit in Köln, Kalligraph und Buchmaler sowie Urheber eines Graduales, das im Jahre 1299 fertiggestellt wurde. Von Valkenburg hat zwei Exemplare angefertigt, eines befindet sich in der Erzbischöflichen Diözesan- und Dombibliothek Köln, das andere in der Universitäts- und Landesbibliothek Bonn.

## Der Autor
Von Valkenburg stammt wahrscheinlich aus dem Ort Valkenburg aan de Geul, der sich im Süden der niederländischen Provinz Limburg befindet. Abgesehen von der Urheberschaft der Gradualien ist nur wenig über ihn bekannt. Sein Porträt, sein Name und die Bestätigung der Autorenschaft sind auf den Titelseiten der beiden Handschriften zu finden.

## Stil

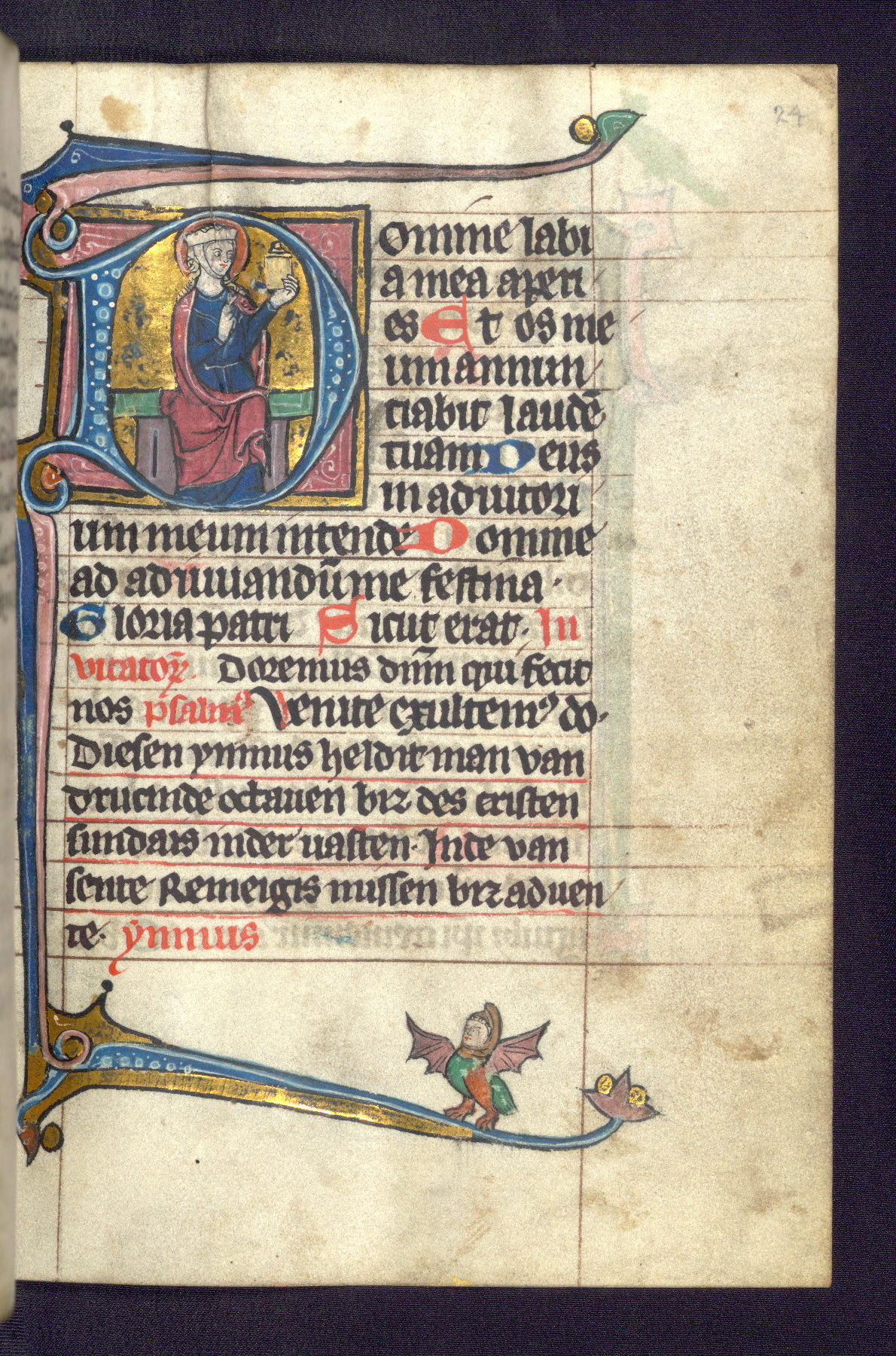
Psalter, Ende des 13. Jh., Handschrift W111, folio 24r.

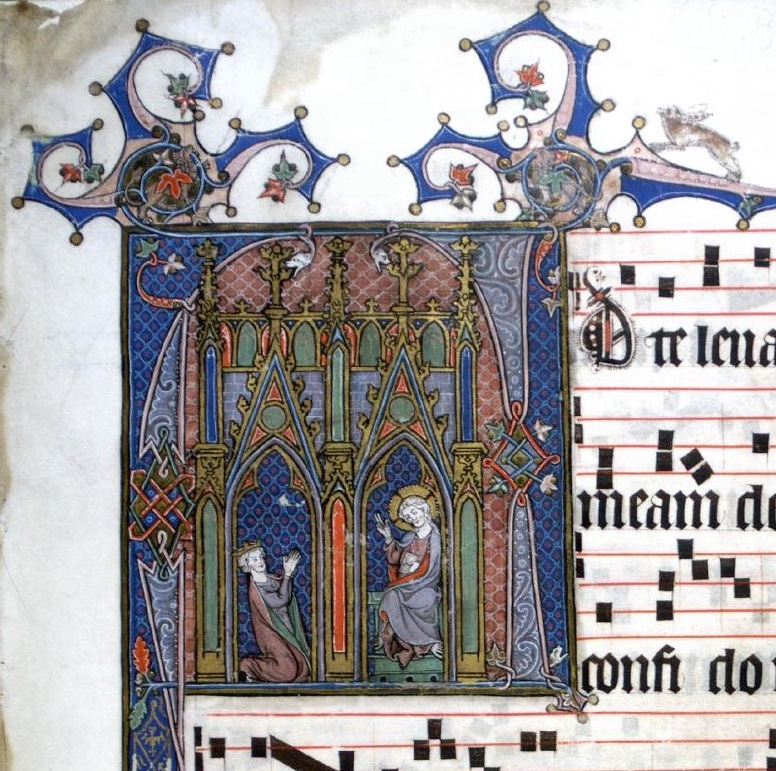
3r König David kniet vor Christus

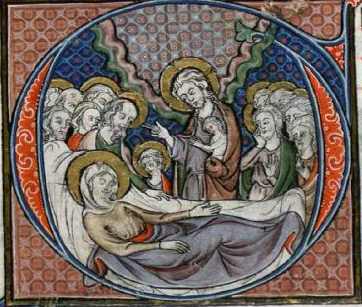
225v. Tod Mariens (Ausschnitt)

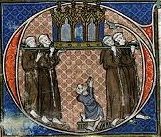
232v. Reliquienprozession (Ausschnitt)

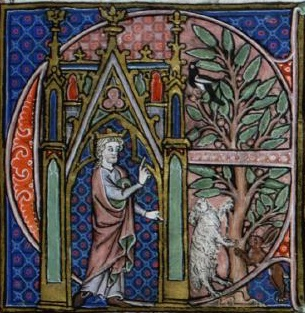
236r. König David vor einem Olivenbaum (Ausschnitt)

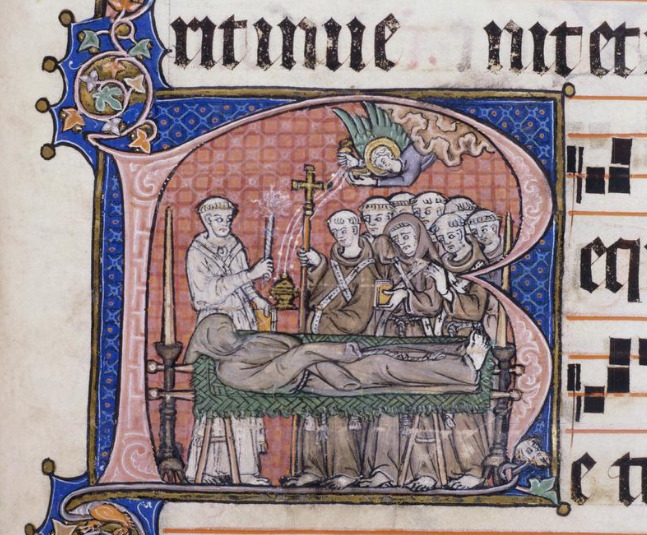
292r. Requiem (Ausschnitt)

Die zwei Handschriften sind auf das Jahr 1299 datiert und wurden in diesem fertiggestellt. Sie wurden sehr wahrscheinlich für die Verwendung in einem franziskanischen Konvent angefertigt. Zur Zeit ihrer Herstellung gehörten eine große Zahl von Brabanter Konventen zur Provinz Köln, darunter auch ein Kloster in Maastricht.
Die Gradualien bestehen aus je 22 Miniaturen inklusive der Titelseiten. Mit einer Ausnahme sind sie alle von einer einzigen Person angefertigt. Beide Werke zeichnen sich durch hohes Raffinement aus, wenngleich das Graduale in Köln noch mehr Verzierungen aufweist als jenes in Bonn. Charakteristisch für den Stil Frater Johannes’ sind kleine schlanke Figuren, die sich vom goldfarbenen, mit Ornamenten versehenen Hintergrund abheben, runde und gebauschte Falten, sowie kräftige, wie glasiert wirkende Farben. Die beiden Handschriften sind besonders bedeutend, weil sie die ersten in einer Reihe wichtiger liturgischer Bücher in einem für die Kölner Malerwerkstätten charakteristischen Stil sind, die in der ersten Hälfte des 14. Jahrhunderts entstand. Johannes von Valkenburg nahm wahrscheinlich die Maasländische Kunst, wie man sie in älteren Kölner Handschriften findet (etwa die Handschriften MS 41 und 111, die um 1280 entstanden und die sich heute im Walters Art Museum von Baltimore befinden), als Vorbild für seinen Stil. Diese waren auch für die Franziskaner erstellt worden und waren von maasländischen Handschriften beeinflusst. Auch zeitgenössische Kirchenfenster sind in seinen Werken zu sehen.
Für die Verzierung seiner liturgischen Bücher entwickelte Fr. Johannes ein einheitliches System, das er konsequent umsetzte. In seinen Motiven erkennt man die Pariser Vorlagen aus der Mitte des 13. Jahrhunderts, die über die maasländische Buchmalerei vermittelt worden war. Fr. Johannes bevorzugt die radiale Anordnung von kantigen Zweigen um die Initialen, die den Text umfassen und Drolerien sowie alle Arten von Vögeln, Tieren oder Figuren tragen. An den Enden dieser Initialausläufer befinden sich kleine goldene Kugeln (engrêlé), ein Motiv, das aus der Heraldik übernommen sein könnte. Zwei Werke gelten als mögliche direkte Vorlagen für die zwei Graduale Fr. Johannes’: der Psalter von Reuschenberg wurde in der Diözese Lüttich angefertigt und befindet sich heute in privatem Besitz, ein anderer illuminierter Psalter eines Lütticher Malers ist unter Dom Hs.260 in der Erzbischöflichen Dombibliothek erhalten. Sie zeigen die gleiche Vorliebe für engrêlé-Besatz.
Die verzierten Initialen sind häufig mit mehrstufigen und vergoldeten Wimpergen mit Dreistrahl- und Paßformen gekrönt. Es lassen sich starke Ähnlichkeiten zwischen den Miniaturen des Graduales und den nach 1280 entstandenen Kirchenfenstern der dominikanischen Kreuzkirche feststellen. Standfigurentabernakel wie sie für das Valkenburg-Graduale typisch sind, kamen hier in die Kölner Glasmalerei. Die Initialen dürften darüber hinaus architektonische Motive der unter Meister Arnold erfolgten Bauphasen des Kölner Domes verarbeiten. Die Aktualisierung der Buchmalereimotive in Köln lief gleichzeitig zu ähnlichen Tendenzen in Paris, wo neue Zierformen in der Architektur des Nordtransepts von Notre-Dame in die Miniaturen einflossen. Das Valkenburg-Gradual ist somit eine Synthese aus französisch-maasländischen, in Köln selbst vorgefundenen und assimilierten Stileinflüssen.

## Das Valkenburg-Graduale in Köln

### Das Graduale
Das Graduale von Köln, Codex 1001b der Diözesanbibliothek Köln (meist Valkenburg-Graduale genannt) besteht aus 321 einzelnen, 44,5 cm × 31 cm messenden Pergamentblättern. Es wurde im Jahr 1972 von Johannes Sievers restauriert. Dieser berichtet in seinem der Handschrift beigelegten Bericht, dass das Werk in sehr schlechtem Zustand gewesen sei. Das ganze Buch habe alle Symptome jahrhundertelanger ausgiebiger Benutzung aufgewiesen. Die Seiten seien von teils messerdick aufliegendem, zähem, braunschwarzen, durch Handschweiß verursachten Schmutz bedeckt gewesen, unter dem die Verzierungen teils verschwunden waren.
Auf der ganzseitigen Eingangsminiatur (Blatt 1v) ist der Franziskaner-Minorit Johannes von Valkenburg kniend in einem portalähnlich angelegten Architekturprospekt dargestellt. Er wird dabei von den hll. Klara und Bonaventura flankiert, darüber thront Christus neben Maria und dem hl. Franz von Assisi. Johannes deutet mit der Hand auf eine Tafel mit einer Inschrift, die ihn als Urheber des Textes, der Noten des Gesanges und auch als Illuminator der Handschrift ausweist. Sie gibt das Jahr 1299 als Jahr der Vollendung an: Ego frater Johannes de Valkenburg scripsi et notavi et illuminavi istud graduale et complevi anno Domini millesimo ducentesimo LXXXX nono. Der Widmungstext ist im Graduale von Bonn besser lesbar.

### Verzierte Initialen

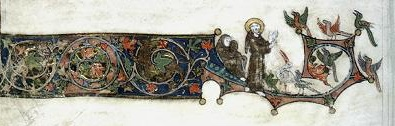
232v, unterer Seitensteg: Vogelpredigt des hl. Franziskus.

Die Ränder sind häufig mit Drolerien, Tier- oder Pflanzenmotiven, Vögeln oder zoomorphen Gestalten verziert. Auffallend häufig sind Themen, die auch in Handschriften aus Paris anzutreffen sind, wie die Jagdhunde, die Hasen hinterherlaufen, die geflügelten Drachen, die sich um Äste winden oder in Knospen verstecken sowie Jäger, die aus der Mitte einer Buchseite einen Pfeil auf ein Tier abschießen. Die Initialen nehmen nach der damals in Paris vorherrschenden Mode nur ein Drittel der Seitenbreite ein, sind jedoch im Allgemeinen von einem quadratischen Rahmen umgeben. Die Hintergründe sind gemustert. Die Motive sind in lebhaften Farben, vor allem blau, grün, violett, grau, beige und weiß, dargestellt, hingegen wird nur wenig Blattgold eingesetzt. Die Initialen haben folgende Motive:
- König David kniet vor Christus[17]
- Geburt Christi[18]
- Epiphanie[19]
- Auferstehung Christi[20]
- Himmelfahrt Christi[21]
- Herabkunft des Heiligen Geistes[22]
- Berufung der hll. Petrus und Andreas[23]
- Darbringung im Tempel[24]
- Verkündigung[25]
- der hl. Antonius von Padua[26]
- der hl. Johannes der Täufer[27]
- die hll. Petrus und Paulus[28]
- das Martyrium des hl. Laurentius[29]
- der Tod Mariens[30]
- die Geburt Mariens[31]
- Der Erzengel Michael tötet den Drachen[32]
- Reliquienprozession[33]
- Die Krönung Mariens im Himmel[34]
- König David vor einem Olivenbaum[35]
- Altarweihe[36]
- Requiem für einen verstorbenen Mitbruder[37]

Graduale von Köln
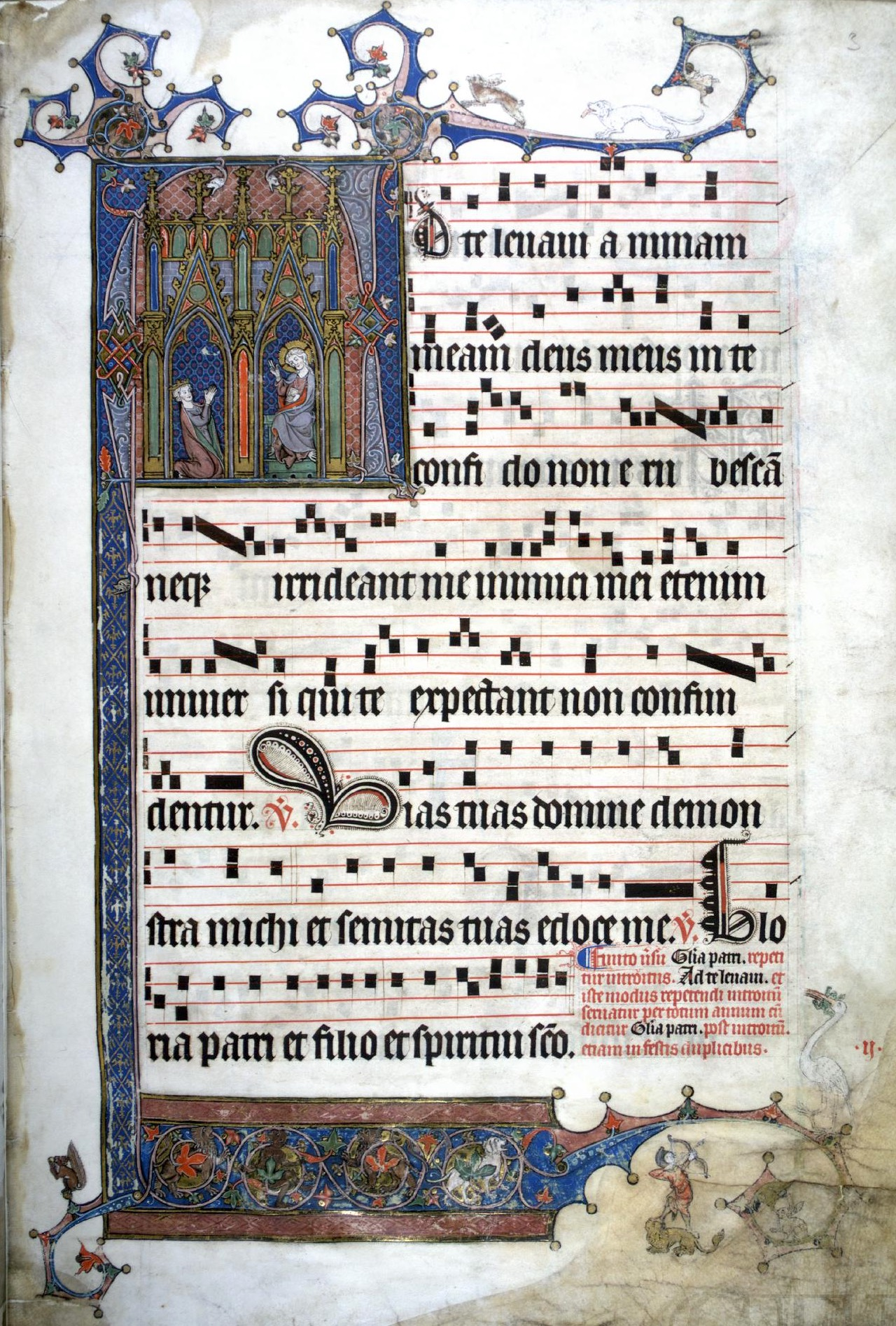
3r. David kniet vor Christus
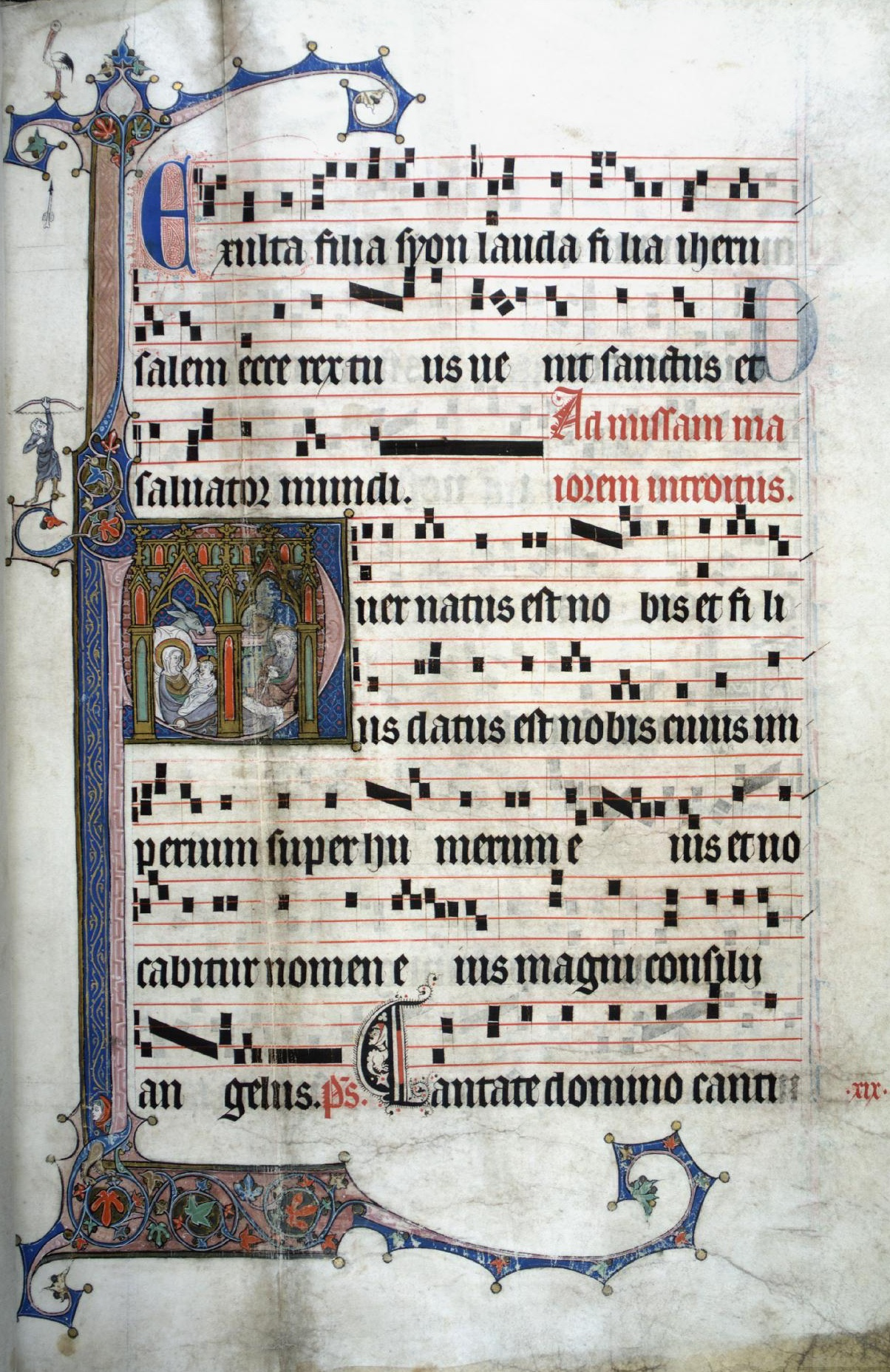
20r. Geburt Christi
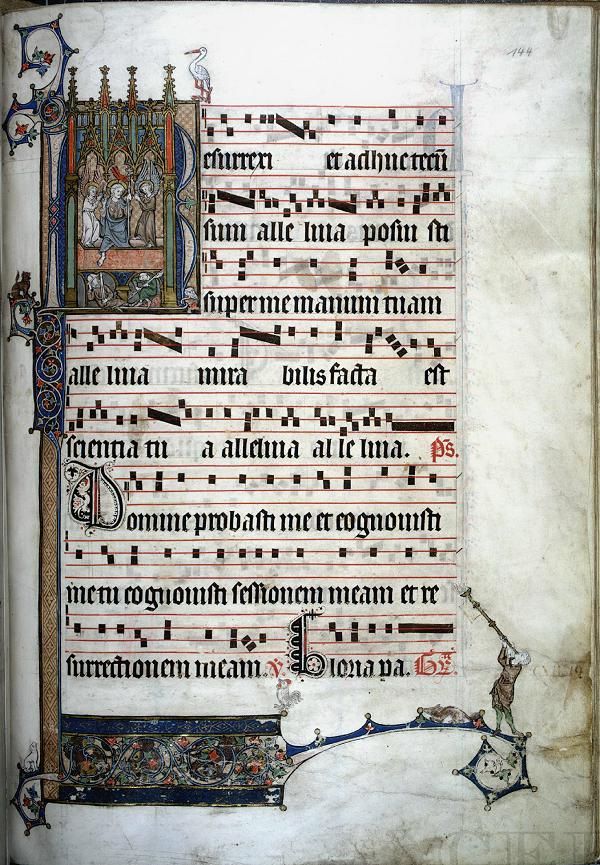
144. Auferstehung Christi
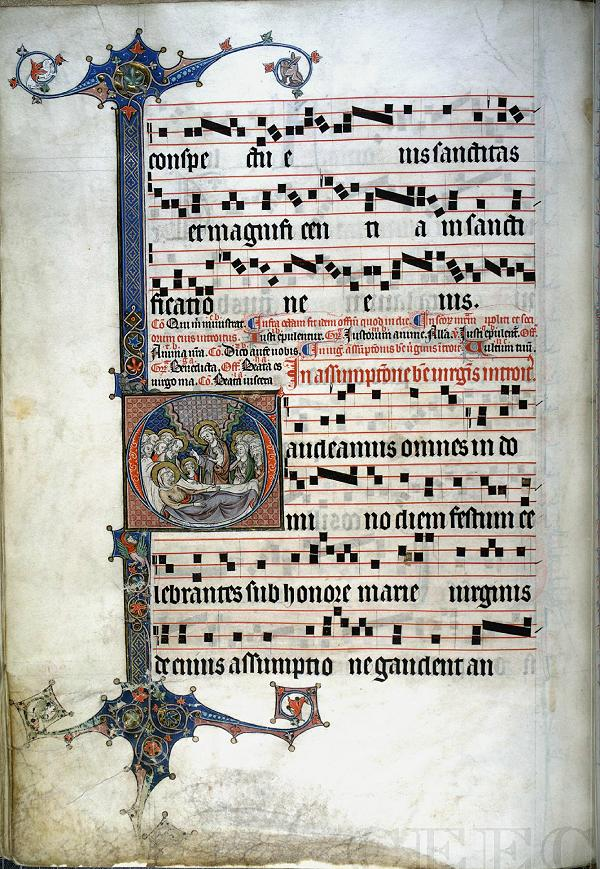
225v. Tod Mariens
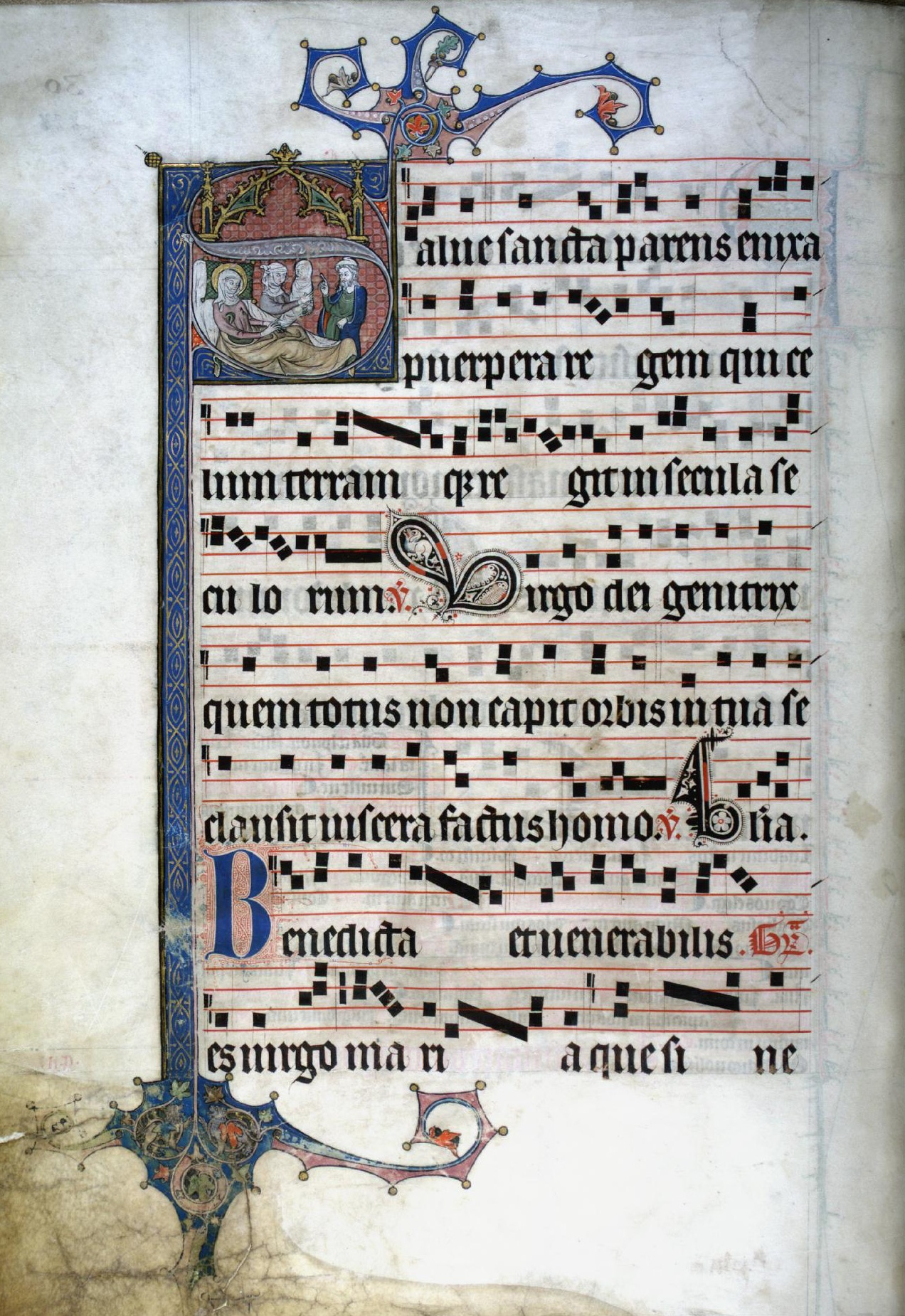
227r. Geburt Mariens
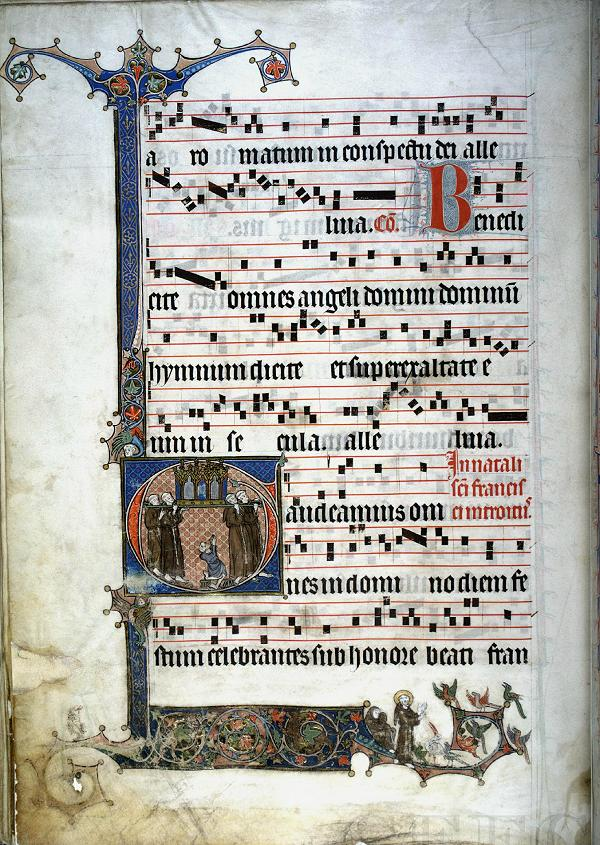
232v Die wundersame Heilung des Lahmen
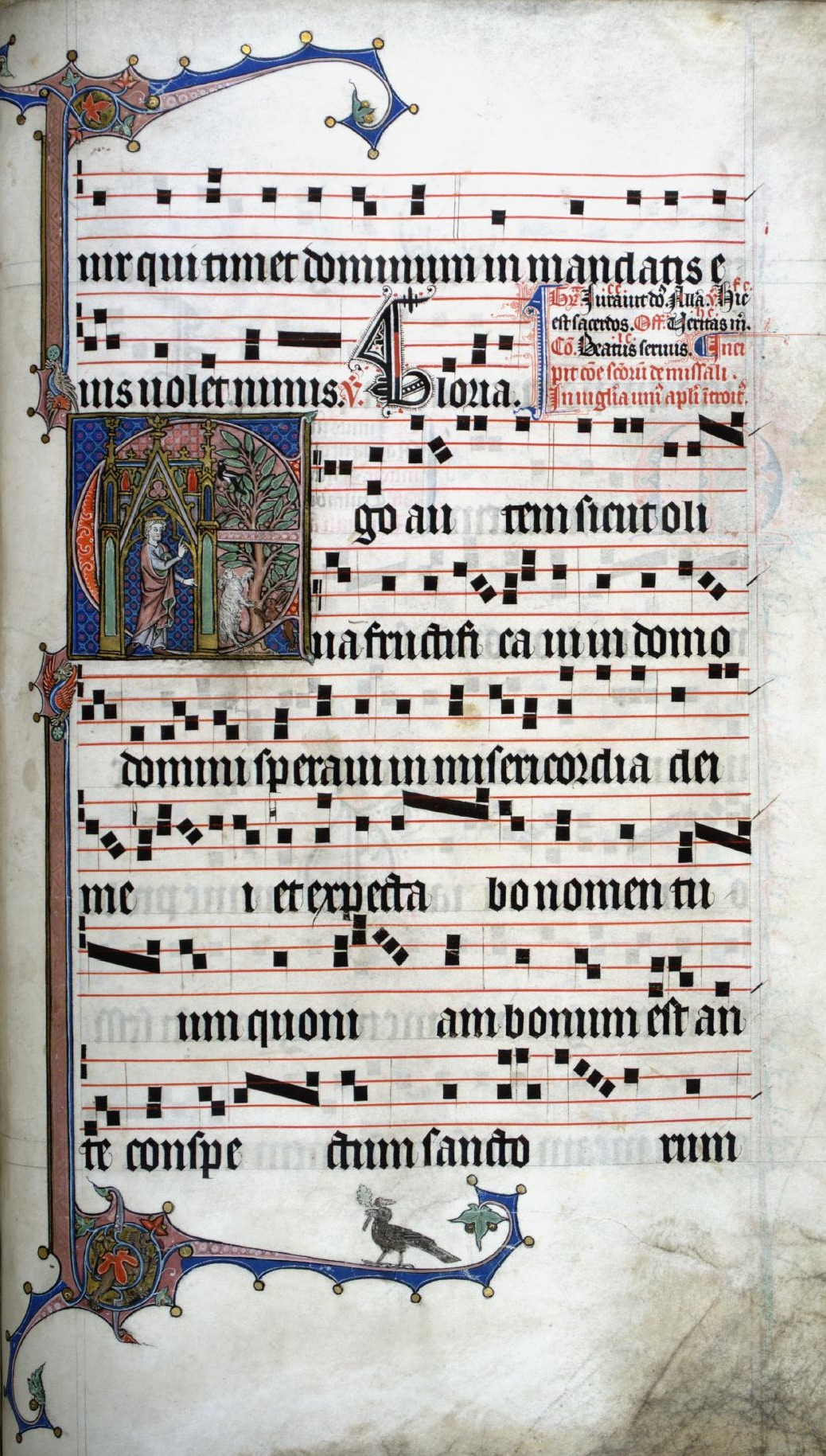
236r König David vor einem Olivenbaum
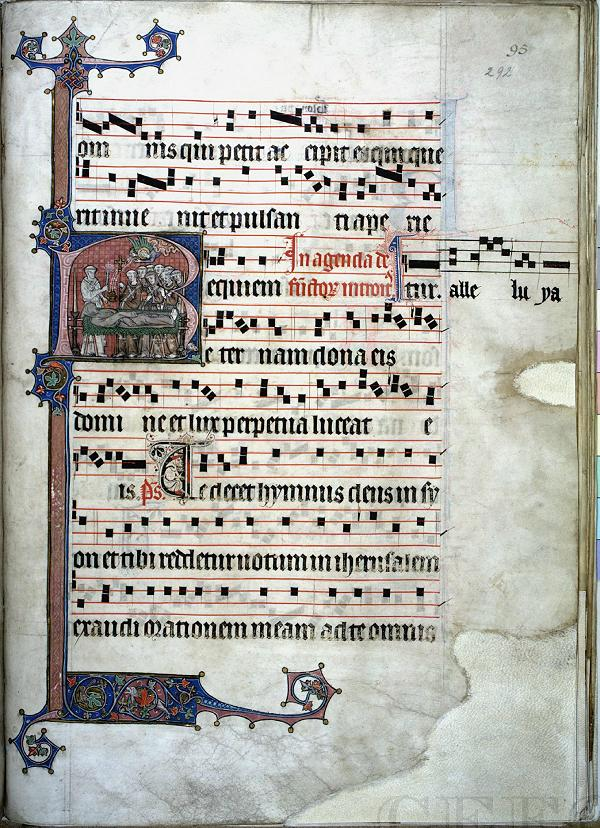
292r. Requiem

## Das Graduale von Bonn

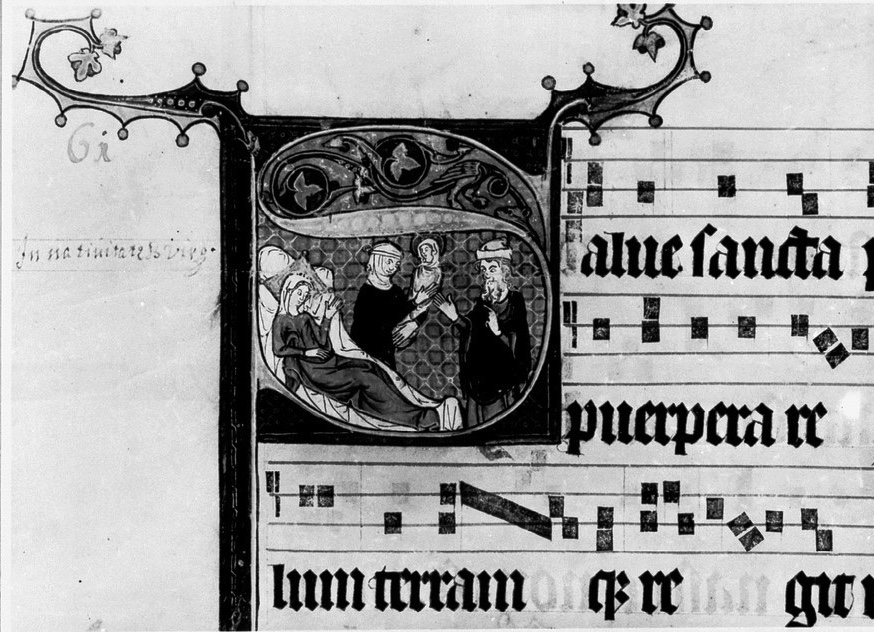
Graduale von Bonn: Die Geburt Mariens

Valkenburg schuf im gleichen Jahr ein weiteres Graduale, in dem eine Inschrift auf seine Urheberschaft hinweist. Es befindet sich unter der Signatur S 384 in der Universitäts- und Landesbibliothek Bonn. Es wird dort unter Graduale des Johannes von Valkenburg geführt. Es besteht aus 316 Pergamenten im Format 41,5 × 29 cm.
Der Text des Bonner Graduales ist identisch mit jenem des Kölner Exemplars. Die Miniaturen unterscheiden sich nur leicht. Die Auswahl der Motive für die Miniaturen deutet darauf hin, dass sie in Franziskanerklöstern verwendet wurden. Eine Besonderheit ist die Initiale zum Introitus G(audeamus omnes): sie zeigt die ikonographisch selten belegte wundersame Heilung eines Lahmen bei der Reliquientranslation des Heiligen, angeregt wohl von der ersten, von Thomas von Celano verfassten Vita des heiligen Franziskus.

Graduale von Bonn
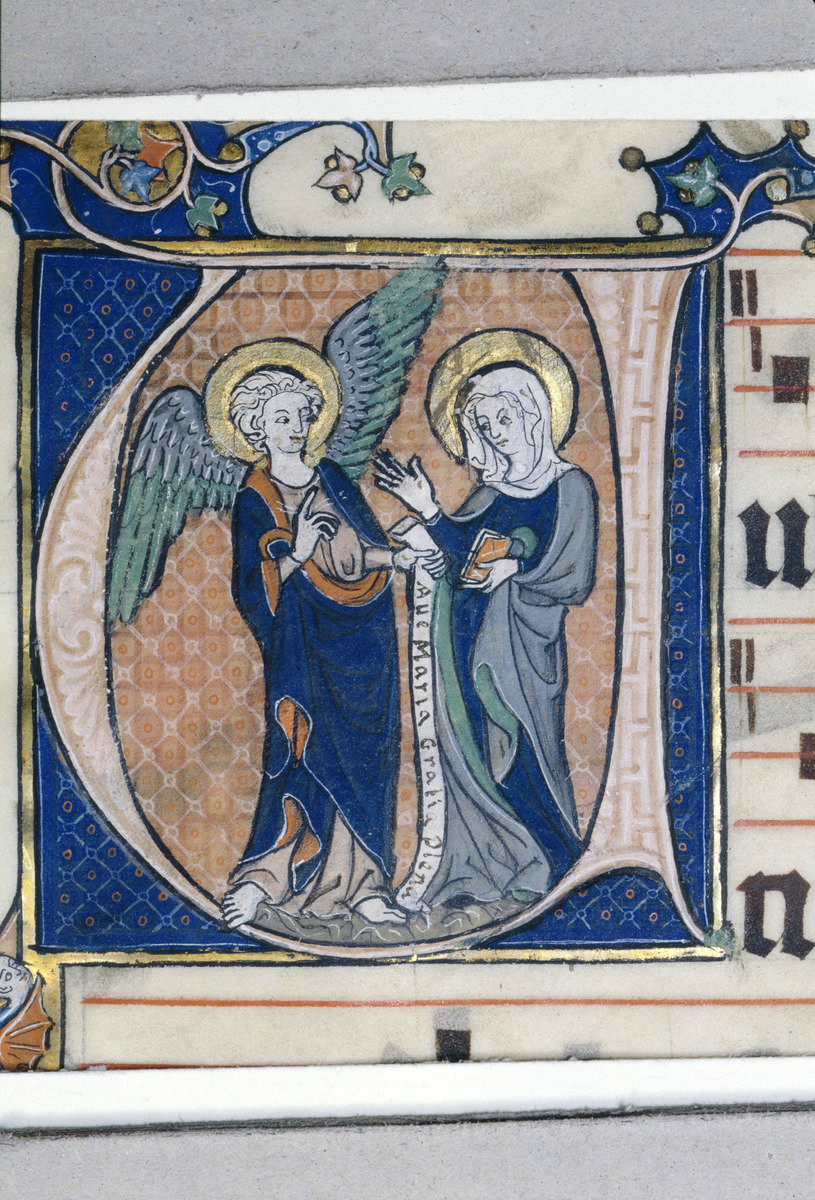
Verkündigung des Herrn
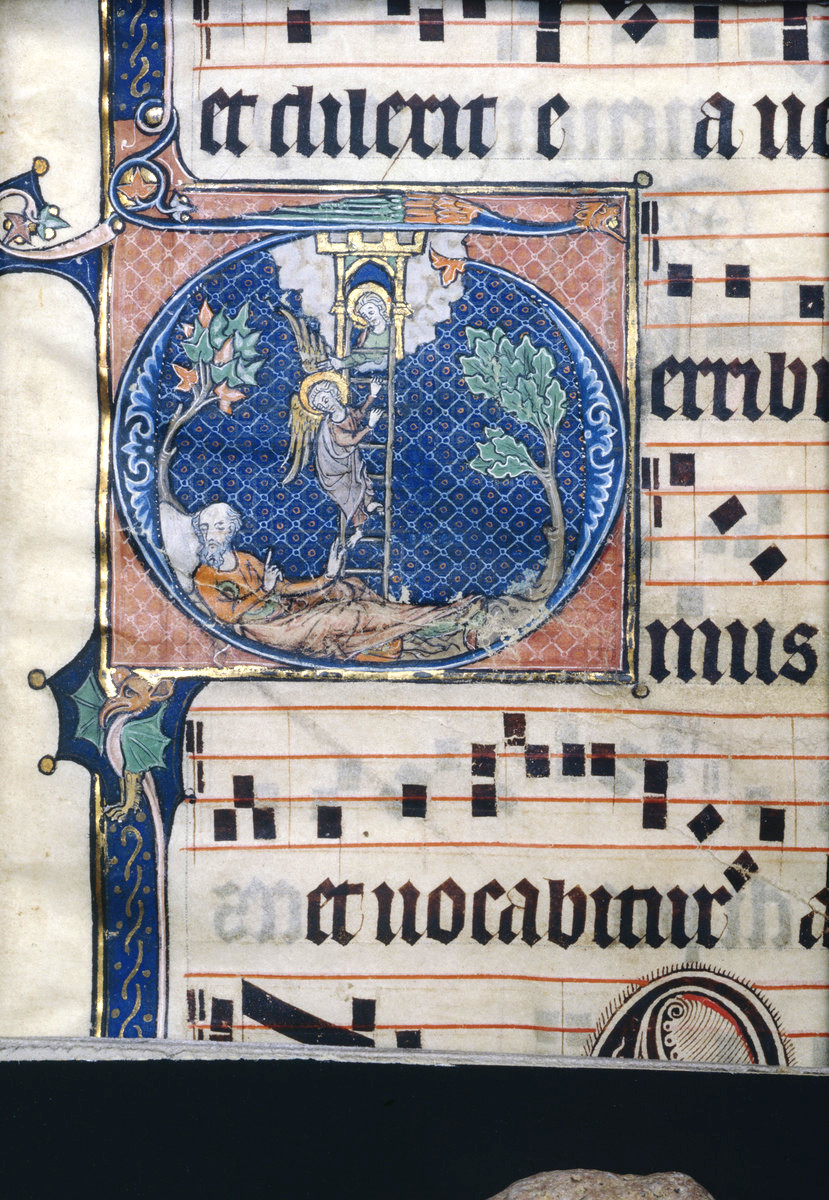
Jakobsleiter
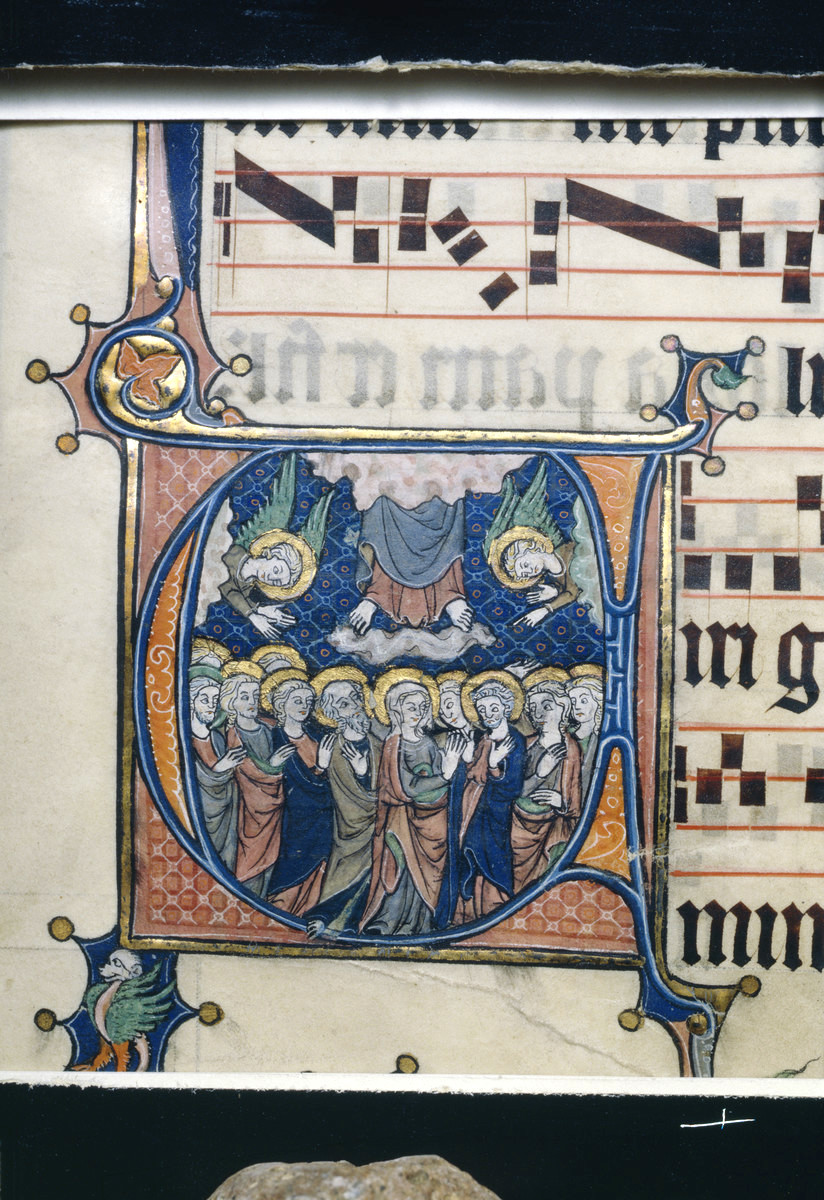
Himmelfahrt

## Andere Handschriften
Einige Blatt in Handschriften werden dem Umfeld oder den Nachfolgern von Valkenburg zugeschrieben:
- eine Darstellung der Krönung Mariens, heute in der National Gallery of Art.[38]
- eine Darstellung der Himmelfahrt des heiligen Dominikus, heute im Art Institute of Chicago.[39]